# Dudley Campbell
Dudley Junior Campbell – noto anche come D. J. Campbell – (Londra, 12 novembre 1981) è un ex calciatore inglese, di ruolo attaccante.

## Carriera
Nella parte conclusiva della stagione 2005-2006 ha collezionato 11 presenze in Premier League. Il 12 gennaio 2011 sigla il definitivo 2-1 contro il Liverpool firmando la sua settima rete stagionale. Il 25 gennaio sigla il 2-0 contro il Manchester Utd, partita che si concluderà con la rimonta dei Red Devils (2-3). Realizza anche il secondo gol nel recupero di Premier League contro il Tottenham nella partita che terminerà con il 3-1 casalingo da parte del Blackpool.

## Palmarès

### Club

#### Competizioni nazionali
- Isthmian League Premier Division: 1

Hayes & Yeading United: 2003-2004

#### Competizioni regionali
- Isthmian League: 1 North Division

Hayes & Yeading United: 2002-2003
- Middlesex Senior Cup: 1

Hayes & Yeading United: 2003-2004